# Elsa Stralia
Elsa Stralia, pseudonimo di Elsie Mary Fischer (Adelaide, 1º marzo 1881 – Melbourne, 31 agosto 1945), è stata un soprano australiano con una reputazione internazionale in Europa e in America.

## Biografia
Dopo essere apparsa a Sydney, studiò a Milano e Londra. Debuttò al Royal Opera House, Covent Garden di Londra, nel ruolo di Donna Elvira nel Don Giovannidi Mozart nel 1913, con il nome professionale di Elsa Stralia (da Australia, come Florence Austral). Apparve al Covent Garden, a Milano, Parigi, in Sudafrica e New York. Fece una tournée in Sudafrica e in diverse città americane, una  volta cantando The Star-Spangled Banner, vestita come la Statua della Libertà. Registrò per la Columbia Graphophone Company e fece tournée in Australasia nel 1925 e nel 1934.

## Vita privata
Era nata ad Adelaide nel 1881 da Hugo e Annie Fischer. La famiglia si trasferì a Melbourne nel 1899, dove fu educata in un convento. Sposò William Mountford Moses nel 1908 a Sydney. Divorziò e sposò Adolph Theodor Christensen a Sydney nel 1935. Vissero a Patea, in Nuova Zelanda, fino alla morte del marito nel 1943.
Si trasferì quindi a Melbourne, dove morì, senza figli, a Belgrave. Il suo patrimonio fu utilizzato per fondare una borsa di studio per giovani cantanti australiane.